# Giulio Vaccaro
Giulio Vaccaro (Napoli, 10 aprile 1851 – Bari, 10 marzo 1924) è stato un arcivescovo cattolico italiano.

## Biografia
Dottore in sacra teologia e diritto canonico, per molti anni fu vicario generale della diocesi di Nusco. Il 4 giugno 1891, appena quarantenne, fu nominato vescovo di Trivento.
Il 6 dicembre 1896 lasciò la sede di Trivento per diventare coadiutore dell'allora arcivescovo di Trani Domenico Marinangeli. Contemporaneamente gli fu assegnata la sede titolare arcivescovile di Ancira.
Con la bolla pontificia del 24 marzo 1898 fu quindi nominato arcivescovo dell'arcidiocesi di Bari e Canosa e fece il suo ingresso a Bari il 5 giugno dello stesso anno, dopo che aveva preso possesso della carica per mezzo di un procuratore.
Durante la sua lunga permanenza a Bari, svolse un'intensa attività pastorale sollecitando costantemente il clero e i fedeli ad operare nel campo educativo e sociale. Indirizzò alla diocesi numerose lettere pastorali, dalle quali traspare tutto il suo impegno, diretto soprattutto a promuovere le vocazioni, a diffondere l'istruzione religiosa e a condurre una vita moralmente sana. Dal 1902 al 1912 promosse diversi congressi, concretizzando iniziative di carattere spirituale e sociale nell'ambito dell'intera Puglia. Contribuì all'erezione in Bari di un ospedale civile donando un contributo in danaro di 200.000 lire e aiutò con sovvenzioni le famiglie baresi colpite dalle alluvioni che si abbatterono sulla città dal 1905 al 1915.
Nel 1907 ricevette una visita pastorale da parte di padre Ernesto Bresciani, il quale rilevò l'ignoranza in campo religioso, il dilagare dell'immoralità, il favore incontrato dal modernismo fra i giovani sacerdoti. Per questa ragione si mostrò in seguito assai più fermo nell'esigere la presenza dei sacerdoti alle "Congregazioni dei casi morali", imponendo anche pesanti multe a carico degli assenti.
Uno dei suoi maggiori meriti è costituito dall'abbellimento della cattedrale, mediante il rifacimento del pavimento, la fornitura di un organo che fu un suo dono personale, il restauro della cupola (durante l'esecuzione dei lavori, ignoti ladri rubarono dal quadro della Madonna di Costantinopoli alcuni oggetti preziosi, che i fedeli si affrettarono a sostituire con generose offerte). A lui si deve l'istituzione di nuove parrocchie cittadine, come quella di San Giuseppe, del Carmelo, di Santa Cecilia, del Redentore, di San Pasquale, del SS. Sacramento, di San Giacomo, oltre alle diverse altre erette nei centri vicini al capoluogo. Fatto riparare a sue spese il seminario arcivescovile, si adoperò per l'erezione del seminario regionale.
Si spense il 10 marzo 1924 e fu sepolto nella cappella del capitolo metropolitano nel cimitero di Bari. Il 5 novembre 1939, la salma venne traslata dal cimitero cittadino alla chiesa di San Giuseppe al quartiere Madonnella dove fu eretto un monumento in suo onore. A lui è dedicata tuttora la via che conduce dalla chiesa di San Giuseppe al Lungomare.

## Genealogia episcopale e successione apostolica
La genealogia episcopale è:
- Cardinale Scipione Rebiba
- Cardinale Giulio Antonio Santori
- Cardinale Girolamo Bernerio, O.P.
- Arcivescovo Galeazzo Sanvitale
- Cardinale Ludovico Ludovisi
- Cardinale Luigi Caetani
- Cardinale Ulderico Carpegna
- Cardinale Paluzzo Paluzzi Altieri degli Albertoni
- Papa Benedetto XIII
- Papa Benedetto XIV
- Cardinale Enrico Enriquez
- Arcivescovo Manuel Quintano Bonifaz
- Cardinale Buenaventura Córdoba Espinosa de la Cerda
- Cardinale Giuseppe Maria Doria Pamphilj
- Papa Pio VIII
- Papa Pio IX
- Cardinale Raffaele Monaco La Valletta
- Arcivescovo Giulio Vaccaro

La successione apostolica è:
- Vescovo Alberto Romita (1917)